# 北本かつら
北本 かつら（きたもと かつら、1974年8月２日- ）は、日本の男性放送作家、脚本家。東京都新宿区出身。

## 略歴
中央大学法学部中退。
2015年10月にタレントの神代ひまりと結婚し、2017年に第1子となる長男が誕生している。

## 担当番組

### さまぁ〜ず
- さまぁ～ず×さまぁ～ず BSさまぁ～ず
- モヤモヤさまぁ〜ず2
- バズマンTV（三村のみ）
- ショウ君のペラ1
- まさかのホントバラエティー イカさまタコさま→イカさま☆タコさま
- ドレミファさまぁ〜ず♪
- 東京都さまぁ〜ZOO
- お茶の水ハカセ
- モヤモヤしろ〜ず
- 世界を変える100人の日本人! JAPAN☆ALLSTARS（三村のみ）
- 音楽ば〜か（大竹のみ）
- サカスさん（三村のみ）
- 爆笑問題×さまぁ〜ず ザ・クレイジートーク
- 世界一キモいクイズ（大竹のみ）
- 世界一奇妙なクイズ（大竹のみ）
- さまぁ〜ず100[4]
- タレコミ
- 三竹占い
- さまスポ

### くりぃむしちゅー
- おしゃれイズム（上田のみ）
- シルシルミシル
- グリグリくりぃむ
- ガリガリくりぃむ
- ゴリゴリくりぃむ
- ソフトくりぃむ
- ギリギリくりぃむ企画工場
- くりぃむナンチャラ
- くりぃむナントカ
- 笑いの金メダル
- アリケン (有田のみ）
- アリなし〜アリケン★ゴールデンスタジアム〜（有田のみ）
- ホリペイ（有田のみ）
- 有田&山崎のひきだし太郎（有田のみ）
- カワズ君の検索生活
- くるくるドカン〜新しい波を探して〜
- ゲストくぃむ
- シャガイ(秘)
- にゅーくりぃむ
- くりぃむナンタラ

### 明石家さんま
- ホンマでっか!?TV
- FNS明石家さんまの推しアナGP

### タモリ
- トリビアの泉 〜素晴らしきムダ知識〜
- タモリのグッジョブ!胸張ってこの仕事

### ビートたけし
- 情報7days ニュースキャスター
- 日曜ゴールデンで何やってんだテレビ
- フジボクシング・北野ジム
- ビートたけしのいかがなもの会
- ビートたけしの NO TVシリーズ
- ビートたけしの絶対見ちゃいけないTV
- ビートたけしのもう1回だけ見ちゃいけないTV

### 有吉弘行
- マツコ&有吉かりそめ天国
- マツコ&有吉の怒り新党
- 有吉オリラジの不思議な結婚相談所

### かまいたち
- JAPANをスーツケースにつめ込んで! 〜世界に日本を持ってった〜
- 街グルメをマジ探索!かまいまち

### 千鳥
- イッテンモノ
- ドッカン自分砲
- 華丸大吉&千鳥のテッパンいただきます!
- シティコネクション

### 内村光良
- チャップリンシリーズ
- 内村チョコプラのちょっと変でもまぁ一家
- 笑う犬
- そうだ旅（どっか）に行こう。
- 内村不動産
- ウッチャきナンチャき

### ダウンタウン
- してみるテレビ！教訓のススメ
- ダウンタウンｖｓ魔術師Dr.レオン！！絶対見破るぞ史上最強マジックS
- わらいのじかん２

### 爆笑問題
- 爆笑問題のドッキリ パニックフェイス王
- 爆笑問題VS安住紳一郎 平成ニッポン20年史!
- 爆!爆!!爆笑問題

### 島田紳助
- M-1グランプリ第1回
- クイズ!ヘキサゴン
- クイズ!ヘキサゴンII
- 島田検定!! 国民的潜在能力テスト
- 美味紳助
- 女神のアンテナ
- 明日使える心理学!テッパンノート

### 笑福亭鶴瓶
- 志村&鶴瓶のあぶない交遊録
- 鶴瓶のうるさすぎる新年会

### 今田耕司
- 脳内エステ IQサプリ
- 歌って笑って大騒ぎ!!お笑い芸人家族対抗マジ歌合戦!
- やりすぎコージー
- KOZY'S NIGHT 負け犬勝ち犬
- 今年も生だよ芸人集合 笑いっぱなし伝説
- ド短期ツメコミ教育!豪腕!コーチング!!
- 噺家が闇夜にコソコソ

### サンドウィッチマン
- 獲れ高みせてください！
- 行けるトコまで接近中

### バナナマン
- バナナマンのほとんど誰も知らないスポーツの世界
- なんでも図解テレビ
- 大人のバナナ
- 世間に飛び出せ!! バナナ藩

### バカリズム
- バカリズム御一考様
- EXD44

### 所ジョージ
- 所萬遊記
- 所的蛇足講座
- 所どころ仕事熱心
- そんな所で…?[5]
- 所さんの画スタマイズ天国

### 坂上忍
- バイキング（木曜）
- 好きか嫌いか言う時間
- 注文の多い初キャンプ
- 坂上商店

### スポーツ番組
- フジテレビボクシング中継（フジテレビ）
- 平昌冬季オリンピック中継（テレビ東京）
- UFC・TIME（フジテレビ）
- 全空連空手中継（フジテレビ）
- 極真空手世界大会、日本大会中継（BSフジ）
- 逆転ゴルフ塾（日テレG＋）
- オードリー若林の「読むスポ」（テレビ東京）
- 六角＆酒井のボクシング居酒屋（フジテレビ）

### その他
- 人間研究所 〜かわいいホモサピ大集合!!〜
- THE TIME,
- 世界を救う!ワンにゃフル物語 柴と三毛と亀梨くん
- まんが未知
- ランジャタイのがんばれ地上波！
- 正解の無いクイズ
- ぽかぽか
- 金曜日のメタバース
- ぼる塾の煩悩ごはん
- 千原キャスティング株式会社

- とんねるずのみなさんのおかげでした

- Matthew's Best Hit TV
- 中居正広の家族会議
- キミハぶれいく
- お台場明石城!
- 力の限りゴーゴゴー!!
- いただきマッスル!
- まごまご嵐
- 生嵐
- アッコにおまかせ!
- キャンパスナイトフジ
- モバポスGREAT
- Coming Soon!!
- 発注歓迎!リベンジャーズ

- ドリーム・プレス社
- 世界一キモいクイズ
- 世界一奇妙なクイズ
- ウギブギ[6]
- うらやま市
- ナツメのオミミ
- ナツメ・道楽
- 全員正解あたりまえ!クイズ

- F2スマイル
- 笑う!通販
- 登龍門F
- お笑い登龍門
- ドラゴン&ボールアワー
- あんたにグラッツェ!
- てんこもり
- ひらめ筋GOLD
- 井の中のカワズ君
- ぷれミーヤ!
- ヤッテミターマン!

### スキバラ
- ガレッジ×ビレッジ
- エンジョイガレッジ
- ガレッジ ワザーランド
- ココリコミリオン家族
- 地球調査船アメディゾン
- 撮りッたがり決死隊 トッターマンDS
- キンコンヒルズ
- ロンブーの怪傑!トリックスター
- タカアンドトシの空飛ぶチェリーパイ
- さんま・福澤のホンマでっか!?ニュース
- モクスペ ネプチューンの絶対遭遇したくない危険生物50連発
- みのもんたの通帳の神様
- 世界一奇妙なクイズ
- ダウトをさがせ! 2007
- ダウンタウンvs魔術師Dr.レオン!! 絶対見破るぞ史上最強マジックSP
- 日曜ワイド 1億3000万人のとっておき!!実は…大事典
- バラエティーニュース キミハ・ブレイク「中居正広の家族会議を開こう」「実力者たちだけのネタ」他
- 21世紀エジソン
- モクスペ 笑いの祭典 ゴールドステージ!!

### ラジオ
- ラランド・サーヤの虎視舌舌
- レコメン!（月曜）
- 4ROOMS（火曜：パンクブーブー）
- BPR5000 (元火曜日)
- くにまるワイド ごぜんさま〜
- NEXT-RAD 超発掘!尖ったキッズたち（MC）
- 卒業アルバムに1人はいそうな人を探すラジオ（金曜：ラランド・サーヤ）
- 吉田照美のPocoっとchaンネル

### CM・広告・インフォマーシャル
- 資生堂UNO
- オッズパーク
- 花王ソフィーナオーブ
- モバゲー
- ナオト・インティライミ｢together」

## 脚本
- ドラマお台場湾岸テレビ
- ラジオドラマレコメン!アウターゾーン（月曜）
- 関西TV深夜特撮ドラマグラビアティーチャー
- 関西ジャニ∞渋谷すばる・村上信五LIVE 未定・壱
- 沖縄映画祭出品 T・S・Y（タイムスリップヤンキー）
- タバコイ〜タバコで始まる恋物語〜
- ウドの海岸物語

## 出演番組
- Blog TV
- 宇宙一せまい授業!
- ウギブギ[6]
- シューティングゲーム攻略軍団参上!（MONDO21、2009年5月 - ）

## 連載
- オトナのファミ通(エンターブレインファミ通)

## 書籍
- 宇宙一せまい授業!（東邦出版）

井沢元彦、板垣恵介、テレンス・リー、徳大寺有恒ら14人との対談集